# میهارا، کوچی
میهارا، کوچی (به لاتین: Mihara, Kōchi) یک منطقهٔ مسکونی در ژاپن است که در Hata District واقع شده‌است. میهارا  ۱٬۷۹۶ نفر جمعیت دارد.